# اندیس دیوانه در
دیوانه در یک اندیس فلزی است که در حوالی شهر باشتین استان خراسان قرار دارد و مادهٔ معدنی موجود در آن، طلا است.  